# Константин V (патриарх Константинопольский)
Патриарх Константин V (греч. Πατριάρχης Κωνσταντίνος Ε΄, в миру Константинос Валиадис, греч. Κωνσταντίνος Βαλιάδης; 11 января 1833, Весса, Османская империя — 27 февраля 1914, Хейбелиада, Османская империя) — епископ Константинопольской православной церкви, патриарх Константинопольский (1897—1901).

## Биография
Родился в ноябре 1833 году в селении Весса на острове Хиос в семье священника Николая Валиадиса и его супруги Марии. Его отец, будучи священником и учителем, научил сына грамоте, а митрополит Хиосский Софроний (Меидандзоглу) направил мальчика в гимназию, а позднее — в Халкинскую богословскую школу на острове Халки, которую он окончил в 1857 году с отличием. Позднее обучался на богословском факультете Афинского университета, который окончил в 1862 году.
В 1864 году был рукоположён в сан иеродиакона, а в 1872 году назначен секретарём Священного синода.
В 1874 году он был рукоположён в сан иеромонаха. В 1870-е годы слушал лекции в Страсбургском и Гейдельбергском университетах.
В 1876 году он был избран для рукоположения в сан митрополита Митилинского.
30 апреля 1893 года был избран митрополитом Эфесским.
2 апреля 1897 года был избран патриархом Константинопольским.
27 марта 1901 года, в Великую пятницу Константин V был отправлен в отставку, и престол повторно перешёл к Иоакиму III.
Скончался 27 февраля 1914 года от диабета. Был погребен за алтарём соборного храма Троицкого монастыря на острове Халки.